# Пезаро
Пезаро (итал. Pesaro) град је у средишњој Италији. Град је средиште истоименог округа Пезаро и Урбино у оквиру италијанске покрајине Марке, чији је други град по величини.

## Природне одлике
Град Пезаро налази се у средишњем делу Италије, на западној обали Јадрана. Град се налази у узаној приобалној равници изнад које се ка западу издижу средишњи Апенини.

## Географија
| Клима (Пезаро)             | Клима (Пезаро) | Клима (Пезаро) | Клима (Пезаро) | Клима (Пезаро) | Клима (Пезаро) | Клима (Пезаро) | Клима (Пезаро) | Клима (Пезаро) | Клима (Пезаро) | Клима (Пезаро) | Клима (Пезаро) | Клима (Пезаро) | Клима (Пезаро) |
| Показатељ \ Месец          | .Јан.          | .Феб.          | .Мар.          | .Апр.          | .Мај.          | .Јун.          | .Јул.          | .Авг.          | .Сеп.          | .Окт.          | .Нов.          | .Дец.          | .Год.          |
| -------------------------- | -------------- | -------------- | -------------- | -------------- | -------------- | -------------- | -------------- | -------------- | -------------- | -------------- | -------------- | -------------- | -------------- |
| Средњи максимум, °C (°F)   | 6,8 (44,2)     | 8,7 (47,7)     | 12,4 (54,3)    | 16,5 (61,7)    | 20,8 (69,4)    | 25,0 (77)      | 27,7 (81,9)    | 27,1 (80,8)    | 23,5 (74,3)    | 18,4 (65,1)    | 12,8 (55)      | 8,5 (47,3)     | 27,7 (81,9)    |
| Средњи минимум, °C (°F)    | 0,9 (33,6)     | 1,9 (35,4)     | 4,6 (40,3)     | 7,9 (46,2)     | 11,8 (53,2)    | 15,7 (60,3)    | 18,0 (64,4)    | 17,8 (64)      | 15,0 (59)      | 10,9 (51,6)    | 6,5 (43,7)     | 2,6 (36,7)     | 0,9 (33,6)     |
| Количина падавина, mm (in) | 60 (23,6)      | 51 (20,1)      | 52 (20,5)      | 60 (23,6)      | 60 (23,6)      | 53 (20,9)      | 40 (15,7)      | 47 (18,5)      | 77 (30,3)      | 91 (35,8)      | 83 (32,7)      | 68 (26,8)      | 742 (292,1)    |
| [ тражи се извор ]         |                |                |                |                |                |                |                |                |                |                |                |                |                |

## Становништво
Према резултатима пописа становништва 2011. у општини је живело 94.237 становника.
| 1931.  | 1936.  | 1951.  | 1961.  | 1971.  | 1981.  | 1991.  | 2001.  | 2011.  |
| ------ | ------ | ------ | ------ | ------ | ------ | ------ | ------ | ------ |
| 42.412 | 44.589 | 54.113 | 65.973 | 84.719 | 90.412 | 88.713 | 91.086 | 94.237 |

Пезаро данас има близу 95.000 становника (бројчано други град у покрајини), махом Италијана. Током протеклих деценија у град се доселило много досељеника из иностранства, највише са Балкана.

## Привреда
Најважније привредне делатности у Пезару су туризам, рибарство и производња намештаја.

## Партнерски градови
- Решица
- Нантер
- Вотфорд
- Ровињ
- Љубљана
- Рафа
- Ћинхуангдао